# Káldor–Hicks-hatékonyság

A Pareto-javítások a Káldor–Hicks-javítások egy alesetét jelentik

A Káldor–Hicks-hatékonyság (Káldor Miklósról és John Hicksről elnevezve) a gazdasági hatékonyság egy típusa, amely hasonló a Pareto-hatékonysághoz, feltételei viszont kevésbé szigorúak. Egy végállapot Káldor–Hicks- (K–H) értelemben javult az eredeti állapothoz képest, ha a gazdasági beavatkozás hatására a társadalom jóléte összesített szinten javul.

## Értelmezése
Gyakran szokás a K-H hatékonyságot a Pareto-hatékonysággal, a K-H javítást a Pareto-javítással összehasonlítani. 
Példaként tegyük fel, hogy egy zárt gazdasági rendszerben összesen két szereplő van (A és B), és 100 forint elosztható vagyon. Osszuk el kezdetben ezt a vagyont A és B között úgy, hogy a szereplők rendre 20 és 80 forintot kapnak. Más forrásból helyezzünk a rendszerbe további 10 forintot, és osszuk újra a vagyont olyanképpen, hogy A 31 forintot, B pedig 79 forintot kap. Látható, hogy ez a változás nem Pareto-javítás, hiszen B jóléte romlott. Ám K-H értelemben javítottunk a hatékonyságon, mert a társadalom jóléte összesített szinten javult, továbbá alkufolyamat során kialakulhat olyan végállapot, mely az eredeti állapothoz képest Pareto-javításnak minősül. A szereplő felajánlhat B-nek 1 és 21 forint közötti összeget azért, hogy B szereplő elfogadja helyzetét.
A példából is látszik, hogy a Pareto-javítások halmaza a K-H javítások (szűk) részhalmaza (lásd az ábrát).